# Due canti per contralto, viola e pianoforte
Due canti per contralto, viola e pianoforte, Op. 91, furono composti da Johannes Brahms per i suoi amici Joseph Joachim e sua moglie Amalie. Il titolo completo è Zwei Gesänge für eine Altstimme mit Bratsche und Klavier (Due canzoni per voce contralto con viola e pianoforte). Il testo della prima canzone, "Gestillte Sehnsucht" (Desiderio di riposo), è una poesia di Friedrich Rückert, composta nel 1884. Il testo della seconda, "Geistliches Wiegenlied" (Ninna nanna sacra) fu scritto da Emanuel Geibel, dopo Lope de Vega, e musicato nel 1863. Furono pubblicati insieme nel 1884.

## Storia della composizione
Il celebre violinista Joachim, che suonava anche la viola, sposò Amalie Schneeweiss nel 1863. Era apparsa come contralto con il nome d'arte di Amalie Weiss. Entrambi erano amici di Brahms, che compose la canzone "Geistliches Wiegenlied" in occasione del loro matrimonio; la ritirò ma la inviò di nuovo un anno dopo per il battesimo del loro figlio, chiamato Johannes da Brahms. Probabilmente nel 1884 Brahms rivide la canzone e aggiunse l'ambientazione del poema di Rückert, iniziando "In goldnen Abendschein getauchet". Era ancora una volta destinato alla coppia, ma questa volta per aiutare il loro matrimonio travagliato.
Brahms annunciò al suo editore Simrock in una lettera dell'agosto 1884 che avrebbe inviato "einige Kleinigkeiten für Gesang" (alcuni piccoli pezzi da cantare) da pubblicare, come Opp. 91–95. La prima rappresentazione pubblica fu il 30 gennaio 1885 nella Kammermusiksoirée (Serata di musica da camera) a Krefeld, in occasione della Stiftungsfeier del Singverein. La cantante era il contralto Auguste Hohenschild, il violista Alwin von Beckerath mentre il compositore suonava il pianoforte.

## Gestillte Sehnsucht
La prima canzone, composta molto più tardi della seconda, è un'ambientazione di tre stanze dell'omonima poesia di Rückert in quattro strofe, pubblicata per la prima volta nel 1816 in Jugendlieder (Canzoni della gioventù) nel secondo volume delle sue opere.
La poesia inizia "In gold'nen Abendschein getauchet, wie feierlich die Wälder stehn!" ("Immerso nel bagliore dorato della sera, come si ergono solennemente i boschi.") Ogni strofa è in sei versi, con schema di rime ABABCC. La prima strofa rimane la descrizione di una serata tranquilla, chiedendo cosa sussurrano i venti e gli uccelli e dando la risposta: sussurrano al mondo nel sonno. La seconda strofa menziona desideri e aspirazioni e chiede al vento e agli uccelli di farli addormentare anche loro. La terza strofa, non musicata da Brahms, allude in più immagini dalla natura al desiderio. Nella strofa finale, l'oratore ammette che è il suo (o di lei) desiderio personale ("mein Geist", il mio spirito) che finirà solo quando la vita finisce: "Dann lispeln die Winde, die Vögelein mit meinem Sehnen mein Leben ein." ("Allora i venti, gli uccelli sussurreranno alla fine, con il mio desiderio, la mia vita.")
La poesia di Rückert sulla natura e il desiderio era attraente per Brahms, che tornò alle pratiche barocche per l'ambientazione, non solo con lo strumento obbligato, ma anche una forma da capo, con una sezione centrale contrastante. Illustra i desideri irrequieti ("sonder Rast und Ruh") in una sezione minore concitata. La terza strofa è una ricapitolazione della prima.

## Geistliches Wiegenlied
La seconda canzone, composta per prima, è una canzone da culla o ninna nanna, componendo su una poesia "Die ihr schwebet" ("Tu che galleggi") che Emanuel Geibel parafrasò da una canzone di Lope de Vega dal suo Cantarcillo de la Virgen. La poesia di Geibel apparve per prima, senza titolo, nel suo Spanisches Liederbuch (Libro di canzoni in spagnolo), nella prima sezione delle Geistliche Lieder (Canzoni sacre) come numero 4.
La poesia inizia con una donna che si rivolge ai santi angeli ("heil'gen Engel") che si libra intorno alle palme nella notte e nel vento, per zittire gli alberi perché suo figlio sta dormendo. Diventa evidente che l'oratore è Maria, la madre di Gesù. La prima strofa ha sei versi, mentre le tre strofe successive hanno otto versi ciascuna. La seconda strofa descrive il vento rabbioso e le palme, la terza il fardello della sofferenza del mondo, che stanca il bambino e la quarta il freddo minaccioso, ma tutte e quattro sono risolte nella stessa ultima riga, Es schlummert mein Kind. ("Là dorme mio figlio").
La viola inizia la musica da sola con la melodia del canto natalizio medievale Joseph, lieber Joseph mein, una canzone in cui Maria chiede a Giuseppe di aiutarla a cullare il suo bambino. Nella musica, Brahms ha aggiunto il testo alla melodia, citando così il nome di battesimo di Joachim. La voce entra con una melodia diversa. Le stanze centrali sono impostate in una metrica diversa e in minore, raffigurando irrequietezza e dolore. Alla fine la viola ritorna sulla melodia del canto natalizio.